# Lubor Bárta
Lubor Bárta (8. srpna 1928 Lubná u Litomyšle – 5. listopadu 1972 Praha) byl český hudební skladatel a klavírista.

## Život
Narodil se v rodině s dlouhou kantorskou tradicí. Již v raném dětství hrál dobře na housle a virtuózně na klavír. První skladby pocházejí z roku 1937, kdy mu bylo devět let. Po absolvování gymnázia ve Vysokém Mýtě studoval hudební vědu a estetiku na filozofické fakultě Karlovy univerzity v Praze. Kompozici studoval pod vedením Jaroslava Řídkého, nejprve soukromě a později jako řádný posluchač na Akademii múzických umění v Praze. Absolvoval v roce 1952.
Ve svém díle vycházel z tradice české hudby (Bohuslav Martinů, Leoš Janáček), kterou obohatil o podněty z hudby velkých evropských skladatelů 20. století, jako byli např. Igor Fjodorovič Stravinskij, Béla Bartók či Arthur Honegger.
Přes svou nespornou virtuozitu se jako klavírista uplatňoval především jako doprovazeč.
Zkomponoval velmi vděčné sonáty pro celou řadu nástrojů: klavír, housle, violoncello, flétnu, klarinet, kytaru, cembalo. Významné jsou rovněž jeho kompozice v oblasti komorní hudby. Vytvořil tři smyčcové kvartety, dva dechové kvintety a řadu skladeb pro komorní orchestr.
Ze symfonické hudby stojí za pozornost jeho tři symfonie a koncerty pro housle, klavír a violu. Vesměs jsou dostupné v gramofonových nahrávkách.

## Dílo

### Orchestrální skladby
- 1. koncert pro housle a orchestr (1952)
- 1. symfonie (1955)
- Koncert pro komorní orchestr (1956)
- Koncert pro violu a orchestr (1957)
- Dramatická suita pro velký orchestr (1958)
- Koncert pro klavír a orchestr (1959)
- Z východních Čech. Symfonická suita (1960)
- Ludi, pro komorní orchestr (1964)
- 2. koncert pro housle a orchestr (1969)
- 2. symfonie (1969)
- Musica romantica pro smyčcový orchestr (1971)
- 3. symfonie (1972)

### Komorní skladby
- 1. dechový kvintet (1956)
- 1. sonáta pro klavír (1956)
- Trio C-dur pro housle, violoncello a klavír (1956)
- 2. smyčcový kvartet (1957)
- Sonáta pro klarinet a klavír (1958)
- Sonatina pro trombón a klavír (1956)
- 2. sonáta pro housle a klavír (1959)
- 2. sonáta pro klavír (1961)
- Balada a burleska pro violoncello a klavír (1963)
- Concertino pro pozoun a klavír (1964)
- Čtyři skladby pro hoboj (klarinet) a klavír (1965)
- Osm skladeb pro klavír (1965)
- Sonáta pro kytaru sólo (1965)
- Čtyři kusy pro housle a kytaru (1966)
- Sonáta pro flétnu a klavír (1966)
- 3. smyčcový kvartet (1967)
- Osm skladeb pro mladé klavíristy (1967)
- Sonáta pro cembalo (1967)
- Tři kusy pro violoncello a klavír (1968)
- 2. dechový kvintet (1969)
- 3. sonáta pro klavír (1970)
- Amoroso pro lesní roh a klavír (1971)
- Sonáta pro violoncello a klavír (1972)

### Vokální skladby
- Zpěv nového věku. Kantáta pro sbor a orchestr na text V. Nekvindy (1962)
- Tři mužské sbory na slova M. Floriána, P. Verlaina a F. Hrubína (1963)
- Čtyři písně pro děti s doprovodem klavíru na slova V. Nekvindy, J. Havla a Zd. Kriebla (1965)
- Čtyři dětské sbory na slova Zd. Kriebla (1965)